# パラテコンドー
パラテコンドー (Para Taekwondo) は、障がい者スポーツ向けのテコンドー。国際競技団体のワールドテコンドーが競技ルールを管轄し、世界選手権などの国際大会が実施されている。パラテコンドーには、身体障害者向けのキョルギ（組手）と知的障害者向けのプムセ（型）の2種目が存在する。

## 歴史
2006年に世界テコンドー連盟（ワールドテコンドーの旧称）がパラテコンドー委員会を設置し、2009年にアゼルバイジャンの首都バクーで世界選手権が初めて開催された。日本国内では、2016年から競技が行われるようになった。2020年東京パラリンピックでは、キョルギが正式競技として採用される。

## ルールと階級・クラス

### キョルギ

#### ルール
キョルギ種目は、八角形の競技エリアとその外側にある正方形の安全エリアから構成されるコートを用いて、2分間のラウンドを3回行い、ポイント制で勝者が決定する。通常のテコンドーと同じルールが適用されるほか、パラテコンドー特有のルールとして、突き技がポイントにならないこと、蹴り技は種類によってポイント数が異なること、頭部への攻撃の禁止がある。

#### 階級・クラス
パラリンピックで採用されるキョルギには次の階級がある。
| 男子     | 男子             | 女子     | 女子             |
| -------- | ---------------- | -------- | ---------------- |
| 61kg級   | 61kg未満         | 49kg級   | 49kg未満         |
| 75kg級   | 61kg以上75kg未満 | 58kg級   | 49kg以上58kg未満 |
| 75kg超級 | 75kg以上         | 58kg超級 | 58kg以上         |

階級に加えて、障害の程度によるクラス分けがなされている。障害が重い順に、K41、K42、K43、K44の４つのクラスがある。

### プムセ
指定された型を演じてその完成度を競う。